# Задняя мозговая артерия
Парные задние мозговые артерии — левая и правая — это артерии, которые кровоснабжают заднюю часть головного мозга у человека (теменную долю конечного мозга) и формируют часть Виллизиева круга. Задняя мозговая артерия каждой стороны находится возле пересечения соответствующей задней соединительной артерии c основной артерией. Каждая из двух задних мозговых артерий соединяется с соответствующей средней мозговой артерией и с соответствующей внутренней сонной артерией при помощи соответствующей задней соединительной артерии.

## Структура
Ветви задней мозговой артерии подразделяются на два набора ветвей, ганглионарные ветви (кровоснабжающие таламус, стенки третьего желудочка мозга и другие глубоко лежащие структуры головного мозга) и кортикальные, или корковые, ветви (кровоснабжающие задние области коры больших полушарий головного мозга).

### Центральные ветви
См. также Артерия Першерона 

Эти ветви известны также как проникающие ветви задней мозговой артерии:
- Таламо-проникающие и таламо-коленчатые артерии, также называемые заднемедиальными ганглионарными артериями или постеромедиальными ганглионарными артериями — это группа небольших артерий, которые отходят непосредственно от начала задней мозговой артерии. Эти небольшие артерии, вместе с аналогичными небольшими артериями, ответвляющимися от задней соединительной артерии, проникают сквозь заднюю продырявленную субстанцию, и кровоснабжают медиальную поверхность таламуса, а также стенки третьего желудочка головного мозга.
- Проникающие артерии ножек мозга, иначе называемые постеро-латеральными ганглионарными артериями, или заднебоковыми ганглионарными артериями — это группа небольших артерий, которые ответвляются от задней мозговой артерии после того, как она оборачивается вокруг ножек мозга. Эти ветви снабжают ножки мозга и значительную часть таламуса.

### Задние артерии сосудистого сплетения
Задние артерии сосудистого сплетения не следует путать с передней артерией сосудистого сплетения.
Задние артерии сосудистого сплетения являются ветвями задней мозговой артерии. Иногда их вместе называют «задней артерией сосудистого сплетения», хотя это некорректно — их на самом деле несколько.
- Медиальные задние ворсинчатые артерии, или медиальные задние артерии сосудистого сплетения: проходят впереди под валиком мозолистого тела, и кровоснабжают сосудистую основу третьего желудочка головного мозга, а также сосудистое сплетение третьего желудочка.
- Латеральные задние ворсинчатые артерии, или латеральные задние артерии сосудистого сплетения: небольшие артерии, кровоснабжающие ножки мозга, свод мозга (форникс), таламус, хвостатое ядро, а также сосудистые сплетения боковых желудочков головного мозга.[1]

## Дополнительные изображения
- Медиальная поверхность больших полушарий головного мозга, показывающая области, кровоснабжаемые теми или иными мозговыми артериями. Области, кровоснабжаемые задней мозговой артерией, показаны жёлтым цветом.
- Артерии головного мозга, вид со стороны основания мозга (снизу). Задняя мозговая артерия, составляющая часть Виллизиева круга, отмечена вблизи центра изображения. С правой стороны удалена часть височной доли коры больших полушарий головного мозга, а также часть правого полушария мозжечка.

## Дополнительные ссылки
- 322 (англ.) на сайте EMedicine — Инфаркт задней мозговой артерии
- Анатомическая диаграмма: 13048.000-1. Иллюстрированный навигатор от Roche Lexicon. Elsevier. Архивировано 1 января 2014 года.
- Обзор
- Ангиография головного мозга на сайте Университета штата Нью-Йорк
- Диаграмма
- Кровоснабжение головного мозга